# منتخب بريطانيا العظمى لسباعيات الرغبي للسيدات
منتخب بريطانيا العظمى الوطني لاتحاد الرغبي للسيدات (بالإنجليزية: Great Britain women's national rugby sevens team)‏ هو ممثل بريطانيا العظمى في الألعاب الأولمبية الرسمي في المنافسات الدولية في سباعيات الرغبي للسيدات. تأسس في 2016.